# Jean-Paul Chanteguet
Jean-Paul Chanteguet, né le 9 décembre 1949 au Blanc (Indre), est un homme politique français.

## Parcours politique
Une première fois député de la troisième circonscription législative de l'Indre entre 1988 et 1993, Jean-Paul Chanteguet est l'élu de cette circonscription depuis 1997, réélu en 2002 et 2007. En 2012, il devient député de la première circonscription législative de l'Indre à la suite du redécoupage électoral. Il fait partie du groupe socialiste.
En 1983, il devient maire du Blanc, sous-préfecture de l'Indre, dont il était conseiller municipal depuis 1977. Il devrait être remplacé par Alain Pasquer en prévision de la loi sur le non-cumul des mandats.
Il s'est distingué récemment sur les questions environnementales, en qualité de corapporteur de la loi sur l'exploitation du gaz de schiste, ainsi qu'en s'engageant pour la sortie du nucléaire.
Après avoir été désigné candidat suppléant de Michel Sapin pour les élections législatives de 2012 pour le parti socialiste, il est finalement investi en tant que candidat titulaire un mois avant les élections. Il est élu le 17 juin 2012 avec 58,80 % des suffrages. Ce changement de dernière minute poursuivait un but précis : si Jean-Paul Chanteguet avait été suppléant, il ne serait entré à l'Assemblée nationale qu'un mois après la nomination de Michel Sapin au gouvernement, ce qui l'aurait empêché de briguer la présidence de la Commission du développement durable et de l'aménagement du territoire. Le 30 juin 2012, il parvient effectivement à décrocher la présidence de la Commission Développement durable et de l'Aménagement du territoire à l'Assemblée nationale.
Après la victoire de Benoît Hamon à la primaire citoyenne de 2017, il est nommé responsable thématique « Fiscalité verte » de sa campagne présidentielle,.
Alors que la maternité du Blanc, ville dont Chanteguet était le maire puis le député, est menacée de fermeture, 69 maires et conseillers municipaux dans l'Indre démissionnent le 11 octobre 2018. Le 16 octobre, la ministre de la Santé Agnès Buzyn déclare que cette maternité est « dangereuse » et que « L'audit qui nous a été donné montre en fait de très mauvaises pratiques dans cette maternité, avec une méconnaissance des procédures d'urgences ». Le lendemain, 17 octobre, J.P. Chanteguet estime que ces propos sont « insultants pour les personnels de santé du Blanc dont les qualités professionnelles sont reconnues et appréciées de tous » et démissionne de son mandat de président du parc naturel régional de la Brenne pour exprimer son « dégoût ». Le conseil de surveillance de l’hôpital de Châteauroux décide néanmoins de la fermeture de la maternité le 19 octobre. Un recours sera rejeté par le tribunal administratif de Limoges le 25 janvier 2019.

### Domaine diplomatique
Il est membre du groupe d'études sur le problème du Tibet de l'Assemblée nationale, groupe présidé par Lionnel Luca.

### Mandats
Assemblée nationale
- 23 juin 1988 - 1er avril 1993 : député de la troisième circonscription législative de l'Indre
- 12 juin 1997 - 17 juin 2012 : député de la troisième circonscription législative de l'Indre
- 20 juin 2012 - 20 juin 2017 : député de la première circonscription législative de l'Indre

Maire/conseiller municipal
- 13 mars 1977 - 9 mars 1983 : membre du conseil municipal du Blanc (Indre)
- 13 mars 1983 - 14 novembre 2012 : maire du Blanc

Conseiller général
- 2 octobre 1988 - 1er août 1997 : membre du conseil départemental de l'Indre

Autre
- 22 décembre 1989 - 17 octobre 2018 : président du Parc naturel régional de la Brenne